# 白子屋お熊
白子屋 お熊（しろこや おくま、元禄16年（1703年） - 享保12年2月25日（1727年4月16日））は、江戸日本橋新材木町の材木問屋「白子屋」の長女。父は店主白子屋庄三郎、母はつね、婿として又四郎を迎える。
享保11年10月17日（1726年11月10日）に発生した「白子屋事件」の計画犯の一人で、同年12月7日大岡忠相の判決が下り、翌年2月25日に市中引き回しの上獄門に処せられた。享年23。首は浅草で晒されたのち引き取られ、現在、東京都港区にある常照院に墓所があり、同区の専光寺には供養塔がある。
お熊と白子屋事件は、後世に演劇・芸能の題材とされ、安永4年（1775年）に発表された人形浄瑠璃『恋娘昔八丈』のヒロイン・白木屋お駒のモデルにされたり、河竹黙阿弥作の歌舞伎『梅雨小袖昔八丈』のヒロインとして登場したりしている。

## 白子屋事件
享保11年10月17日の早朝、就寝中であった新材木町の材木問屋「白子屋」の娘・くまの夫である又四郎が、白子屋の下女・きく（当時16歳）に頸部を剃刀で切りかかられて抵抗したところ、頭部に傷を負った。又四郎の傷は浅く、きくを取り押さえた後助けを呼んだため、大事には至らなかった。
白子屋側は、婿養子である又四郎の実家に示談を持ちかけたが、又四郎の実家は又四郎・くま夫婦の不仲が噂になっていること、きくの犯行動機が不明であることから白子屋を怪しみ、10月20日に、町奉行所に事件の調査を訴え出た。奉行所が下手人であるきくを取り調べたところ、きくは店主・庄三郎の妻でくまの母であるつねに犯行を教唆されたことを自白した。きくの証言を得た奉行所が、つね・くま母子を問い詰めると、又四郎の殺害計画を自供した。
そもそもくまと又四郎の婚約は、当時資金繰りに苦しんでいた白子屋が、大伝馬町の資産家の息子であった又四郎の結納金目当てで取り決めたことであった。くまは夫を嫌い、結婚後も古参の下女・ひさに手引きをさせて手代の忠八と関係を持っており、母のつねも娘の密通を知りながらこれを容認していた。くまは離縁を望んでいたが、又四郎と離縁すれば金を返さねばならず、「又四郎を病死に見せかけて殺せば、金を返さず忠八と結婚できる」と考え、共に殺害計画を練るようになった。
最初は病死に見せかけた毒殺を計画し、出入りの按摩横山玄柳を騙して又四郎に毒を盛らせたが、彼は体調を崩すに留まり、死に至らなかった。毒殺計画が失敗したことによって焦ったつねとくまは、きくを脅して又四郎に切りかかるように仕向けたが、これも前述の通り失敗して殺害計画が露見、白子屋の関係者は各々裁かれることとなった。
下手人のきくは死罪、妻子の監督を怠り、世間を騒がした罪を問われた店主・庄三郎と、事件に加担した按摩の横山玄柳は江戸所払いとなり、ひさは密通をそそのかした罪で市中引き回しの上死罪、手代忠八は密通の罪で市中引廻しの上獄門、従犯のつねは遠島、主犯であるくまは密通と夫の殺害未遂で市中引き回しの上獄門と仕置が下った。
くまは結婚前から日本橋中でも美貌で知られており、引廻しの際は評判の美貌の悪女を一目見ようと沿道に観衆が押し掛けた。裸馬に乗せられたくまは観衆の期待に応えるように、白無垢の襦袢と中着の上に当時非常に高価であった黄八丈の小袖を重ね、水晶の数珠を首に掛けた華やかな姿で、静かに経を唱えて落ち着いた様子であったという。
殺害が未遂に終わったとはいえ、主犯のお熊の美貌や処刑時の派手なパフォーマンスなどから江戸で大変な波紋を呼び、『近世江都著聞集』、『享保通鑑』、『兎園小説余録』、『江戸真砂六十帖広本』、『武江年表』などに事件が取り上げられている。

## 参考資料
- 中江克己『江戸の醜聞事件帖: 情死からクーデターまで』学研文庫
- 松村操 編『實事譚』（1881年、兎屋）
- 田村栄太郎『妖婦列伝』（1960年、雄山閣）